# Síndico personero
El síndico personero del común fue un cargo municipal español instituido por Carlos III de España como repuesta a las protestas populares conocidas como Motín de Esquilache de 1766 y con la finalidad de dar voz en los ayuntamientos al "común", como se solía llamar entonces a los plebeyos, al pueblo. Junto con los diputados del común, cargo instituido por las mismas fechas, el síndico personero del común se creó para intentar satisfacer las reivindicaciones populares en unos municipios dominados por la oligarquía de los regidores. Al mismo tiempo también se crearon los alcaldes de barrio, que se encargarían de mantener el orden en los distritos o "barrios" en que quedaron divididas las ciudades.

## Historia
El llamado motín de Esquilache se inició a finales de marzo de 1766 en Madrid al grito de ¡Viva el rey, muera Esquilache! y se extendió a otras ciudades alcanzando gran virulencia en algunas de ellas.
Tras la dura represión de los motines, Carlos III promulgó un decreto el 26 de junio de 1766 que instituía la figura del "diputado del común", cuyo cometido era «tratar y conferir en punto de abastos». Poco después creaba el cargo de Síndico Personero del Común, uno por cada población.
Su cometido ha sido comparado con el del "Defensor del Pueblo", instituido en la Constitución española de 1978, pues era el portavoz del "común" de los vecinos en el ayuntamiento. Según el historiador Antonio Domínguez Ortiz, "en cierto modo suplía la carencia de los jurados, porque éstos, desde fines del siglo XVI, habían abandonado su misión fiscalizadora en los concejos y sólo pretendían igualarse en rango a los regidores de las ciudades".
La elección del síndico, como la de los diputados del común, se realizaba en dos fases. En la primera participaban todos los vecinos «seculares» —lo que excluía a los clérigos— y «contribuyentes» con residencia fija —lo que dejaba fuera a los pobres, mendigos, vagabundos, etc—, que se reunían en la asamblea de parroquia, para elegir a sus representantes, los cuales a su vez formaban la asamblea del ayuntamiento donde se elegía a los diputados, dos o cuatro según el tamaño de la población. Según Domínguez Ortiz, se trató de una "reforma de indudable cuño democrático" porque las "elecciones se acercaron mucho al tipo de sufragio universal (masculino, naturalmente) que después sirvió de norma en las elecciones a diputados en las Cortes de Cádiz", y además no había ninguna "alusión a la división tradicional en hidalgos y pecheros,... [lo que] constituye un síntoma importante del debilitamiento de la sociedad estamental".
La reforma acabó fracasando debido a la oposición de las oligarquías urbanas de los regidores y, sobre todo, a la apatía y el desinterés que en la mayor parte de España mostraron los miembros del "común", por lo que muchos de los nuevos cargos fueron ocupados por los miembros cuyo poder se pretendía equilibrar. Otra causa del "muy limitado alcance de aquella reforma", como ha señalado Domínguez Ortiz, fue "la tendencia de no pocos de aquellos representantes populares a mimetizar la conducta de los miembros antiguos y prestigiosos de los cabildos y convertir en medio de ascenso personal lo que había sido concebido como factor de renovación social".